# Lymeon ariolator
Lymeon ariolator är en stekelart som först beskrevs av Carl von Linné 1758.  Lymeon ariolator ingår i släktet Lymeon och familjen brokparasitsteklar. Inga underarter finns listade i Catalogue of Life.